# پژووز (شهرستان ژاری)
پژووز (شهرستان ژاری) (به لهستانی: Przewóz}} یک روستا در لهستان است که در گمینا پژووز واقع شده‌است. پژووز ۸۵۰ نفر جمعیت دارد.